# Daria Zawiałow
Daria Barbara Zawiałow (ur. 18 sierpnia 1992 w Koszalinie) – polska piosenkarka, autorka tekstów i kompozytorka, a także dziennikarka muzyczna Radia 357 w latach 2021–2022.
Laureatka siedmiu Fryderyków. Za sprzedaż swoich albumów i singli odebrała jeden certyfikat podwójnie diamentowej płyty, jedną diamentową płytę, jedną potrójnie platynową płytę, pięć podwójnie platynowych, trzynaście platynowych i pięć złotych.

## Życiorys
Urodziła się i wychowała się w Koszalinie. Ma białoruskie i rosyjskie korzenie po pradziadku ze strony ojca (pochodził z Rosji), stąd nosi rosyjskie nazwisko Zawiałow. Jej prababcia ze strony mamy pochodziła z Warszawy i miała czeskie korzenie.
W 2000 wystąpiła w programie TVP1 Od przedszkola do Opola, gdzie zaśpiewała piosenkę „Rzeka” z repertuaru Wolnej Grupy Bukowina. Brała udział w wielu konkursach i festiwalach dziecięcych i młodzieżowych. Jako nastolatka uczęszczała na zajęcia muzyczne w Mini Studio Poezji i Piosenki w koszalińskim Centrum Kultury. Po ukończeniu gimnazjum wyjechała do Warszawy, aby tam od września 2008 podjąć naukę w liceum o profilu muzycznym. Na swoje utrzymanie zarabiała, śpiewając w zespole na weselach.
Ukończyła naukę w LXXV Liceum Ogólnokształcącym im. Jana III Sobieskiego w Warszawie. W 2007 zdobyła nagrodę Tukan Junior za pierwsze miejsce w konkursie Dziecięcego Konkursu Aktorskiej Interpretacji Piosenki w ramach 28. Przeglądu Piosenki Aktorskiej (PPA) we Wrocławiu. W 2009 zwyciężyła w programie Szansa na sukces, dzięki czemu wzięła udział w koncercie „Debiuty” na Festiwalu w Opolu, gdzie wykonała piosenkę „Era retuszera” Katarzyny Nosowskiej. Po udziale w programie dowiedziała się o przesłuchaniach do chórków Maryli Rodowicz; ostatecznie wygrała castingi, a w chórkach artystki śpiewała przez kolejne dwa lata.
W 2011 wzięła udział w czwartym sezonie programu TVN Mam talent!. Dotarła do półfinału. W 2012, pod pseudonimem D.A.R.I.A., opublikowała utwory „Half Way to Heaven” i „Dwa światy”, które zapowiadały jej niewydany album Half Way to Heaven. W 2013 i 2014 wzięła udział w trzeciej i czwartej edycji programu X Factor, w tej ostatniej dotarła do finałowej dwunastki. W październiku 2014 wygrała konkurs Pejzaż bez Ciebie, dwa lata później (wiosną 2016) zwyciężyła w konkursie Byłaś serca biciem. W tym samym roku wygrała Przegląd Piosenki i Ballady Filmowej w Toruniu.

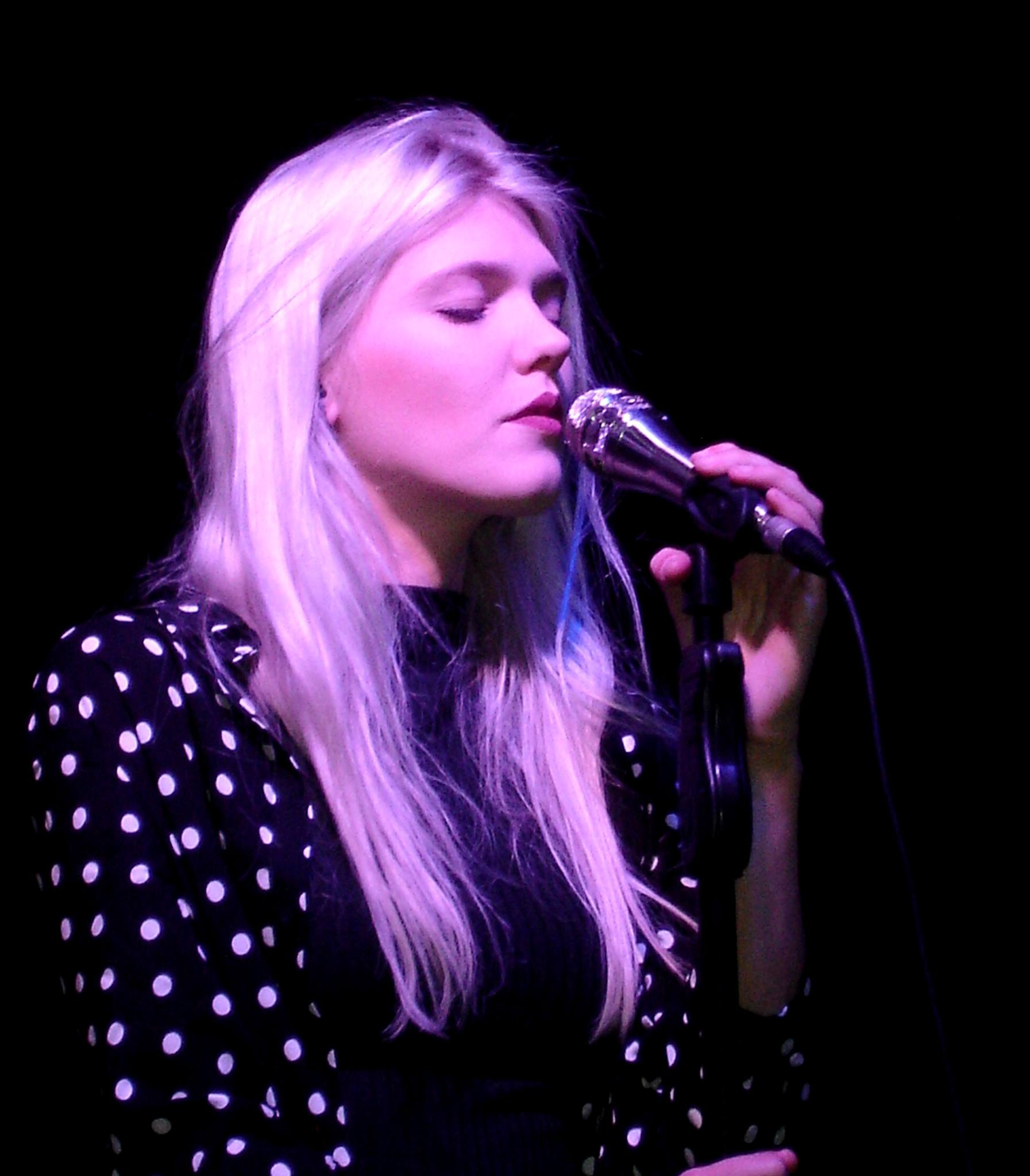
Daria Zawiałow (2017)

W kwietniu 2016 wystąpiła na Scenie na Piętrze w Poznaniu w ramach Festiwalu Enea Spring Break. Została okrzyknięta „objawieniem festiwalu”. W czerwcu wzięła udział z piosenką „Malinowy chruśniak” w konkursie „Debiuty” w ramach LIII Krajowego Festiwalu Piosenki w Opolu, na którym zdobyła Nagrodę im. Anny Jantar oraz Nagrodę Polskiego Radia. 3 czerwca wydała teledysk do festiwalowej piosenki. Wideoklip uzyskał ponad 8 milionów wyświetleń w serwisie YouTube (stan na wrzesień 2024). Sam utwór przez 11 tygodni z rzędu utrzymywał się na liście przebojów Programu Trzeciego Polskiego Radia. Jesienią wydała drugi singel, „Kundel bury”. Teledysk do utworu uzyskał ponad 11 milionów wyświetleń na YouTube (stan na wrzesień 2024). Piosenka przebywała 27 tygodni na liście przebojów Programu Trzeciego Polskiego Radia. 30 stycznia wydała trzeci singel „Miłostki”.
W lutym 2017 po raz pierwszy wykonała na żywo debiutancki materiał podczas koncertu w Studio im. Agnieszki Osieckiej. Całość koncertu została nadana na antenie Programu Trzeciego Polskiego Radia, w koncercie gościnnie wystąpili Piotr Rogucki, Gaba Kulka i Bela Komoszyńska. 3 marca nakładem wytwórni płytowej Sony Music wydała debiutancki album studyjny pt. A kysz!, na którym umieściła 11 utworów. Z albumem zadebiutowała na 7. miejscu polskiej listy sprzedaży OLiS. Płytę promowała trasą koncertową o nazwie A kysz! Tour. 3 czerwca wystąpiła na dużej scenie Orange Warsaw Festival. 6 października wydała rozszerzoną wersję debiutanckiego albumu, wzbogaconą o utwory nagrane z Piotrem Roguckim, Gabą Kulką i Belą Komoszyńską, a także singel „Na skróty”. Nawiązała również współpracę z managementem Kayax, a pod koniec listopada wydała cover utworu Wojciecha Młynarskiego „Jeszcze w zielone gramy”, który nagrała na potrzeby ścieżki dźwiękowej do filmu Kingi Dębskiej Plan B.

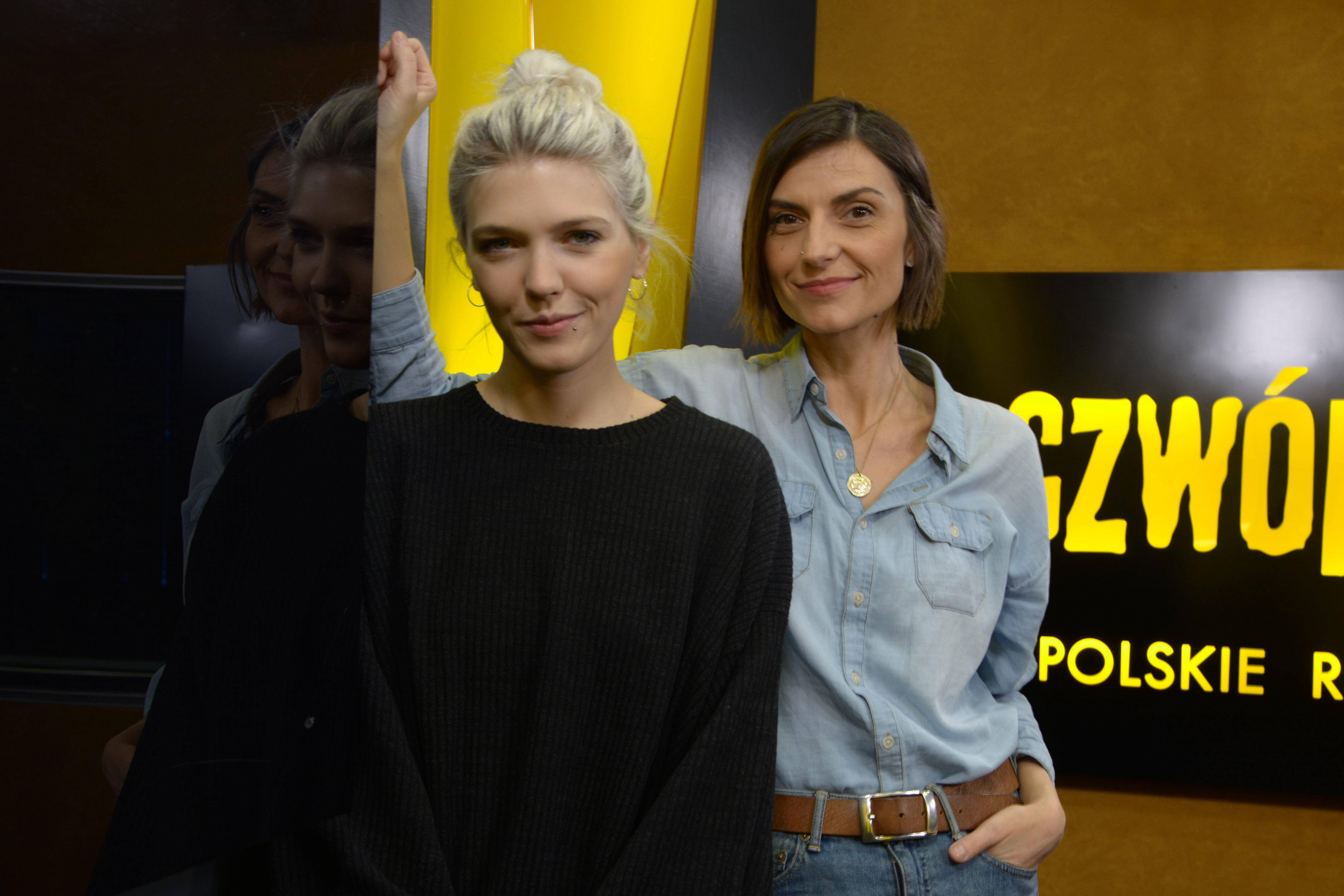
Daria Zawiałow i Ula Kaczyńska w Czwórce (2019)

28 września 2018 wydała singel „Nie dobiję się do Ciebie”, będący pierwszym utworem z jej drugiego albumu studyjnego pt. Helsinki. Płyta uplasowała się na 1. miejscu listy pięćdziesięciu najlepiej sprzedających się płyt w Polsce i uzyskała status podwójnej platynowej płyty za sprzedaż w nakładzie przekraczającym 60 tysięcy egzemplarzy. Singel „Hej Hej!” zajął 1. miejsce na liście AirPlay – Top, najczęściej granych utworów w polskich rozgłośniach radiowych. W czerwcu 2019 wydała utwór „Czy Ty słyszysz mnie?” z gościnnym udziałem schaftera i Ralpha Kaminskiego, który powstał na potrzeby projektu „Talent Is Not a Crime” marki odzieżowej Puma. W październiku została nominowana do nagród MTV Europe Music Awards 2019 w kategorii Najlepszy polski wykonawca.
W kwietniu 2020 ukazał się utwór z gościnnym udziałem artystki u rapera Quebonafide pt. „Bubbletea”, natomiast w maju, w trakcie trwania pandemii COVID-19 wzięła udział razem z Michałem Kush w akcji #hot16challenge2, promującej zbiórkę funduszy na rzecz personelu medycznego. W 2020 wspólnie z Królem i Igo weszła w skład Męskie Granie Orkiestry 2020 odpowiedzialnej za stworzenie singla promującego trasę Męskiego Grania.
Od stycznia 2021 do stycznia 2022 prowadziła autorską audycję muzyczną pt. Pewex na antenie Radia 357. W styczniu 2021 wydała singel „Kaonashi”, będący pierwszym utworem z jej trzeciego albumu studyjnego. Singel dotarł do 4. miejsca na liście AirPlay – Top i uzyskał status złotej płyty. 8 kwietnia wydała drugi utwór zapowiadający album – „Za krótki sen”, który nagrała z Dawidem Podsiadło. Singel uzyskał status podwójnej 
platynowej płyty, poza tym dotarł do 7. miejsca listy AirPlay – Top. 11 czerwca wydała album pt. Wojny i noce, którego premierę poprzedziła wydaniem tytułowego singla. W 2021 wspólnie z Dawidem Podsiadło oraz Vito Bambino utworzyła supergrupę Męskie Granie Orkiestra 2021, w ramach której nagrali singel „I Ciebie też, bardzo” promujący trasę Męskie Granie 2021, a w listopadzie odebrała Europejską Nagrodę Muzyczną MTV dla najlepszego polskiego wykonawcy.
12 maja 2023 wydała singiel „Fifi Hollywood”, który był pierwszym singlem z czwartego albumu studyjnego pt. Dziewczyna pop. Wydawnictwo uzyskało status platynowej płyty, przekraczając liczbę 30 tysięcy sprzedanych kopii.
W 2024 wspólnie z Braćmi Kacperczyk i Mrozem weszła w skład Męskie Granie Orkiestry 2024 odpowiedzialnej za stworzenie singla pt. „Wolne duchy” promującego trasę Męskiego Grania.

## Życie prywatne
21 maja 2016 wyszła za gitarzystę Tomasza Kaczmarka (ur. 1983), znanego z występów w Całej Górze Barwinków. Para poznała się podczas udziału w czwartej edycji programu X Factor. Po ślubie przyjęła nazwisko męża, jednak karierę artystyczną kontynuowała pod nazwiskiem panieńskim. W czerwcu 2022 potwierdziła, że rozstała się z mężem. W tym samym roku poinformowała o swoim związku z Piotrem „Rubensem” Rubikiem, wokalistą oraz gitarzystą z jej zespołu. W lutym 2024 Rubens potwierdził ich rozstanie. W kwietniu tego roku Zawiałow poinformowała o swoim związku z reżyserem teledysków Mateuszem Dziekońskim.

## Dyskografia
- A kysz! (2017)
- Helsinki (2019)
- Wojny i noce (2021)
- Dziewczyna pop (2023)

## Nagrody i nominacje

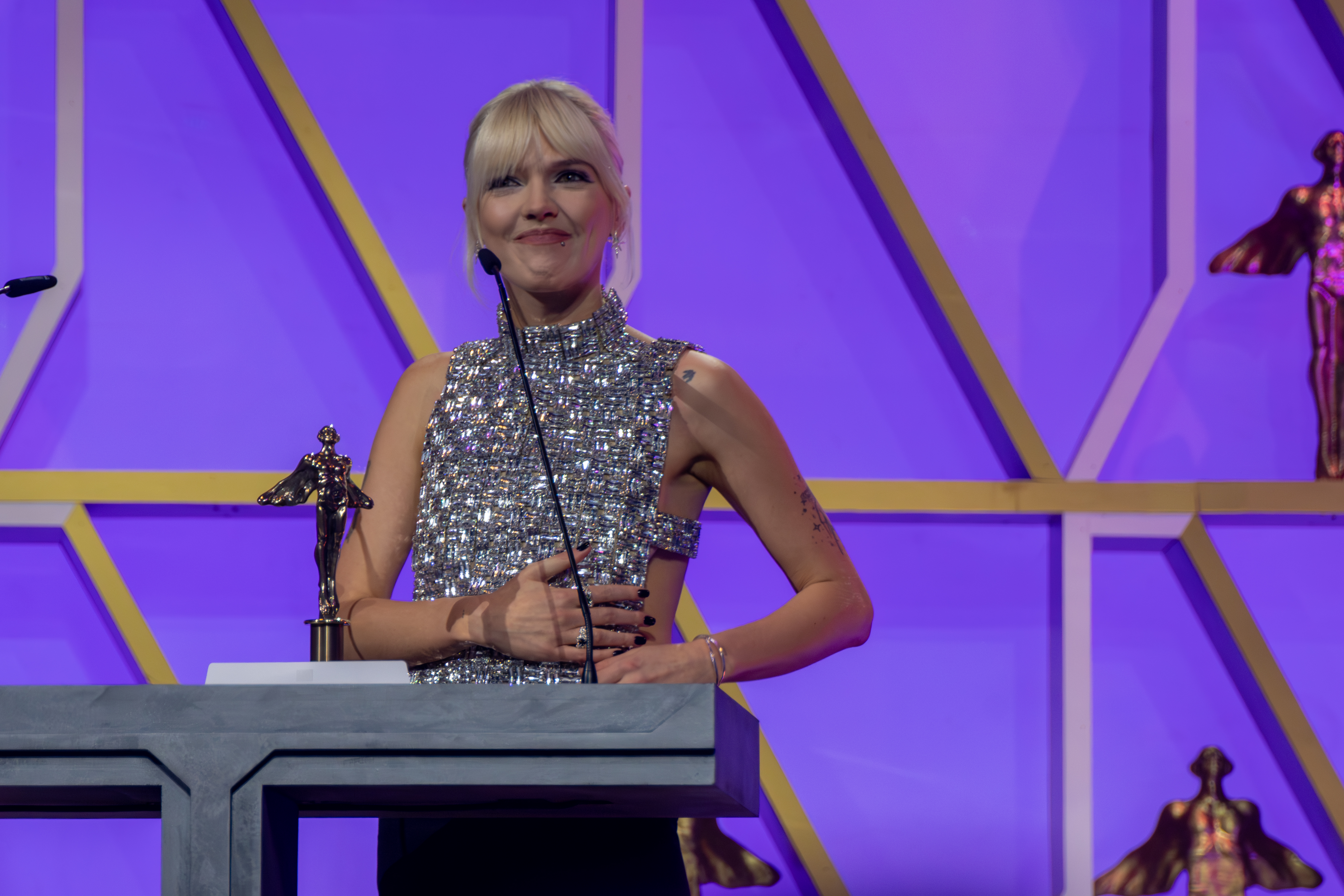
Daria Zawiałow podczas gali Fryderyków 2024, odbierając nagrodę w kategorii album roku pop za Dziewczynę pop

| Plebiscyt                        | Rok  | Kategoria                                           | Nominowana twórczość / osoby                                      | Rezultat  | Źr.           |
| -------------------------------- | ---- | --------------------------------------------------- | ----------------------------------------------------------------- | --------- | ------------- |
| Bestsellery Empiku               | 2020 | Muzyka: pop/rock                                    | Helsinki                                                          | Nominacja | [ 66 ]        |
| Bestsellery Empiku               | 2021 | Muzyka: streaming                                   | „Bubbletea” (z Quebonafide)                                       | Wygrana   | [ 67 ]        |
| Bestsellery Empiku               | 2021 | Muzyka: streaming                                   | „Świt”                                                            | Nominacja | [ 67 ]        |
| Bestsellery Empiku               | 2022 | Muzyka: pop & rock                                  | Męskie Granie 2021                                                | Nominacja | [ 68 ]        |
| Bestsellery Empiku               | 2022 | Muzyka: streaming                                   | „I Ciebie też, bardzo”                                            | Wygrana   | [ 68 ]        |
| Bestsellery Empiku               | 2024 | Muzyka: pop                                         | Dziewczyna pop                                                    | Nominacja | [ 69 ]        |
| Bestsellery Empiku               | 2024 | Artystka/artysta muzyczny roku                      | Daria Zawiałow                                                    | Nominacja | [ 69 ]        |
| Europejskie Nagrody Muzyczne MTV | 2019 | Najlepszy polski wykonawca                          | Daria Zawiałow                                                    | Nominacja | [ 70 ]        |
| Europejskie Nagrody Muzyczne MTV | 2020 | Najlepszy polski wykonawca                          | Daria Zawiałow                                                    | Nominacja | [ 71 ]        |
| Europejskie Nagrody Muzyczne MTV | 2021 | Najlepszy polski wykonawca                          | Daria Zawiałow                                                    | Wygrana   | [ 72 ]        |
| Europejskie Nagrody Muzyczne MTV | 2024 | Najlepszy polski wykonawca                          | Daria Zawiałow                                                    | Wygrana   | [ 73 ]        |
| Fryderyki                        | 2018 | Utwór roku                                          | „Jeszcze w zielone gramy”                                         | Nominacja | [ 74 ]        |
| Fryderyki                        | 2018 | Utwór roku                                          | „Na skróty”                                                       | Nominacja | [ 74 ]        |
| Fryderyki                        | 2018 | Fonograficzny debiut roku                           | Daria Zawiałow                                                    | Wygrana   | [ 74 ]        |
| Fryderyki                        | 2018 | Album roku alternatywa                              | A kysz!                                                           | Wygrana   | [ 74 ]        |
| Fryderyki                        | 2018 | Teledysk roku                                       | „Na skróty”                                                       | Nominacja | [ 74 ]        |
| Fryderyki                        | 2019 | Utwór roku                                          | „Nie dobiję się do Ciebie”                                        | Nominacja | [ 75 ]        |
| Fryderyki                        | 2020 | Utwór roku                                          | „Hej Hej!”                                                        | Nominacja | [ 76 ]        |
| Fryderyki                        | 2020 | Album roku pop alternatywny                         | Helsinki                                                          | Wygrana   | [ 76 ]        |
| Fryderyki                        | 2020 | Kompozytor roku                                     | Daria Zawiałow i Michał Kush                                      | Nominacja | [ 76 ]        |
| Fryderyki                        | 2020 | Autor roku                                          | Daria Zawiałow                                                    | Nominacja | [ 76 ]        |
| Fryderyki                        | 2021 | Autor roku                                          | Daria Zawiałow, Król i Igo                                        | Nominacja | [ 77 ]        |
| Fryderyki                        | 2021 | Najlepsze nowe wykonanie                            | „Płoną góry, płoną lasy”                                          | Nominacja | [ 77 ]        |
| Fryderyki                        | 2022 | Utwór roku                                          | „I Ciebie też, bardzo”                                            | Wygrana   | [ 78 ]        |
| Fryderyki                        | 2022 | Utwór roku                                          | „Za krótki sen” (z Dawidem Podsiadło)                             | Nominacja | [ 78 ]        |
| Fryderyki                        | 2022 | Artystka roku                                       | Daria Zawiałow                                                    | Wygrana   | [ 78 ]        |
| Fryderyki                        | 2022 | Album roku pop                                      | Wojny i noce                                                      | Nominacja | [ 78 ]        |
| Fryderyki                        | 2022 | Album roku pop                                      | Męskie Granie 2020                                                | Nominacja | [ 78 ]        |
| Fryderyki                        | 2022 | Zespół / projekt artystyczny roku                   | Męskie Granie Orkiestra 2020 (z Królem i Igo)                     | Nominacja | [ 78 ]        |
| Fryderyki                        | 2022 | Kompozytor / kompozytorka / team kompozytorski roku | Daria Zawiałow i Michał Kush                                      | Wygrana   | [ 78 ]        |
| Fryderyki                        | 2022 | Autor / autorka / team autorski roku                | Daria Zawiałow                                                    | Nominacja | [ 78 ]        |
| Fryderyki                        | 2023 | Zespół / projekt artystyczny roku                   | Męskie Granie Orkiestra 2021 (z Dawidem Podsiadło i Vito Bambino) | Nominacja | [ 79 ]        |
| Fryderyki                        | 2024 | Utwór roku                                          | „Fifi Hollywood”                                                  | Nominacja | [ 80 ]        |
| Fryderyki                        | 2024 | Artystka roku                                       | Daria Zawiałow                                                    | Nominacja | [ 80 ]        |
| Fryderyki                        | 2024 | Album roku pop                                      | Dziewczyna pop                                                    | Wygrana   | [ 80 ]        |
| Fryderyki                        | 2024 | Kompozytor / kompozytorka / team kompozytorski roku | Daria Zawiałow i Bartosz Dziedzic                                 | Nominacja | [ 80 ]        |
| Fryderyki                        | 2024 | Autor / autorka / team autorski roku                | Daria Zawiałow                                                    | Nominacja | [ 80 ]        |
| Fryderyki                        | 2025 | Singiel roku pop                                    | „Ballada o niej (Live, 92′)”                                      | Nominacja | [ 81 ]        |
| Fryderyki                        | 2025 | Singiel roku pop                                    | „Wolne duchy”                                                     | Nominacja | [ 81 ]        |
| Fryderyki                        | 2025 | Teledysk roku                                       | „Ballada o niej” (z Mateuszem Dziekońskim)                        | Nominacja | [ 81 ]        |
| Fryderyki (nagrody publiczności) | 2020 | Nagroda publiczności                                | „Hej Hej!”                                                        | Nominacja | [ 82 ]        |
| Fryderyki (nagrody publiczności) | 2024 | Fryderykowy przebój 30-lecia                        | „I Ciebie też, bardzo”                                            | Nominacja | [ 83 ]        |
| Kobieta Roku „Glamour”           | 2022 | Styl                                                | Daria Zawiałow                                                    | Wygrana   | [ 84 ]        |
| On Air Music Awards              | 2025 | Artystka roku                                       | Daria Zawiałow                                                    | Nominacja | [ 85 ] [ 86 ] |
| On Air Music Awards              | 2025 | Przebój roku                                        | „Złamane serce jest ok”                                           | Nominacja | [ 85 ] [ 86 ] |
| On Air Music Awards              | 2025 | Rock                                                | „Złamane serce jest ok”                                           | Wygrana   | [ 85 ] [ 86 ] |
| On Air Music Awards              | 2025 | Zespół / duet roku                                  | „Supro” (z Taco Hemingwayem)                                      | Nominacja | [ 85 ] [ 86 ] |
| PL Music Video Awards            | 2019 | Pop                                                 | „Czy Ty słyszysz mnie?” (z schafterem i Ralphem Kaminskim)        | Nominacja | [ 87 ]        |
| PL Music Video Awards            | 2020 | Hip-hop                                             | „Bubbletea” (z Quebonafide)                                       | Nominacja | [ 88 ]        |
| PL Music Video Awards            | 2021 | Pop                                                 | „Kaonashi”                                                        | Wygrana   | [ 89 ]        |
| PL Music Video Awards            | 2021 | Pop                                                 | „I Ciebie też, bardzo”                                            | Nominacja | [ 90 ]        |
| PL Music Video Awards            | 2023 | Grand Prix                                          | „Fifi Hollywood”                                                  | Wygrana   | [ 91 ]        |
| PL Music Video Awards            | 2023 | Pop                                                 | „Fifi Hollywood”                                                  | Wygrana   | [ 91 ]        |
| PL Music Video Awards            | 2023 | Ważny przekaz                                       | „Laura” (z Sokołem i Michałem Kushem)                             | Nominacja | [ 92 ]        |
| PL Music Video Awards            | 2024 | Pop                                                 | „Ballada o niej”                                                  | Wygrana   | [ 93 ]        |
| Płyta Rocku Antyradia            | 2020 | Wokalistka rocku – Polska                           | Daria Zawiałow                                                    | Wygrana   | [ 94 ]        |